# Aeroportul Dera Ismail Khan
Aeroportul Dera Ismail Khan (IATA: DSK, ICAO: OPDI) este un aeroport din Khyber Pakhtunkhwa⁠(d), Pakistan ce deservește zona Dera Ismail Khan⁠(d). A fost numit după zona deservită.
Situat la o altitudine de 181 m, aeroportul dispune de o singură pistă. Este operat de Pakistan Civil Aviation Authority⁠(d).